# Club Sportivo 2 de Mayo
Il Club Sportivo 2 de Mayo è una società calcistica di Pedro Juan Caballero, nel Dipartimento di Amambay, in Paraguay. Milita attualmente nella Segunda División de Paraguay, dopo aver militato per 5 anni (tra il 2004 e il 2009) nella massima serie.

## Palmarès
- Segunda División: 1
  - 2005
- Tercera División: 1
  - 2003
- Campionati regionali di Amambay: 10
  - 1958, 1960, 1980, 1986, 1988, 1995, 1997, 1998, 2002, 2003